# エピソード・シックス
エピソード・シックス (Episode Six)は、1960年代に活動したイングランドのフォークロック、ポップ・ロック・バンド。イアン・ギランとロジャー・グローヴァーが在籍したことで知られる。

## 来歴
1964年7月、イングランドのミドルセックス、ハッチ・エンド地区で、ハーロウ・グラマー・スクールに通っていたグレアムとシーラのカーター＝ディモック兄妹とアンディ・ロスらによって結成された。ボーカルとドラムス担当のハーヴェイ・シールドが加わり、さらにシールドの友人でクラスメイトのロジャー・グローヴァーがベース担当で加入した。
1965年、パイ・レコードとの契約を結ぶ時期の前後にボーカル担当のロスが脱退。ボーカル、コーラス、ハーモニーを中心に据えた音楽活動を進めていたことから後任を探すことになり、グローヴァーは、ザ・ジャヴェリンズと云うセミ・プロフェッショナル・バンドのボーカリストで、婚約してキャリア・アップを希望していた友人のイアン・ギランを紹介した。
1965年5月に加入したギランの実力は申し分なく、エピソード・シックスは1966年1月、ホリーズのカバー曲「Put Yourself In My Place」でデビュー。イギリスのITVで放送されたロック/ポップ音楽専門番組の『レディ・ステディ・ゴー』などに出演。以後MGMレコード、チャプター1に移籍してシングルを発表し続けたが、チャートインすることはなく、大きな成功を収められなかった。1969年7月にギランとグローヴァーが脱退して第2期ディープ・パープルに参加。残ったメンバーはメンバー・チェンジをしながら、1974年まで活動した。
2015年12月6日、結成50周年を記念してロンドンで一夜限りの再結成公演が行われ、シーラ・カーター＝ディモック、ランダー、グローヴァー、シールド、ギラン、ケリソンが参加した。

## メンバー
- シーラ・カーター＝ディモック (Sheila Carter-Dimmock) - ボーカル、キーボード (1964年-1974年)
- グラハム・カーター＝ディモック (Graham Carter-Dimmock) - ボーカル、ギター (1964年-1969年)
- アンディ・ロス (Andy Ross) - ボーカル (1964年-1965年)
- トニー・ランダー (Tony Lander) - ギター、ボーカル (1964年-1974年)
- ロジャー・グローヴァー (Roger Glover) - ベース、ボーカル (1964年-1969年) ※のちディープ・パープル、レインボー
- ハーヴェイ・シールド (Harvey Shield) - ドラムス、ボーカル (1964年-1967年)
- イアン・ギラン (Ian Gillan) - ボーカル (1965年-1969年) ※のちディープ・パープル、ギラン
- ジョン・ケリソン (John Kerrison) - ドラムス (1967年-1968年) ※元ジョニー・キッド&ザ・パイレーツ
- ミック・アンダーウッド（英語版） (Mick Underwood) - ドラムス (1968年-1972年) ※元ザ・ハード、のちクォーターマス、ギラン
- ジョン・ガスタフソン（英語版） (John Gustafson) - ベース、ボーカル (1969年-1972年) ※元ビッグ・スリー、のちクォーターマス、ロキシー・ミュージック（準メンバー）[8][注釈 3]、イアン・ギラン・バンド
- トニー・デンジャーフィールド (Tony Dangerfield) - ベース (1972年-1974年) ※元スクリーミング・ロード・サッチ&ザ・サヴェイジズ、アラン・ボウン・セット
- アラン・コールター (Alan Coulter) - ドラムス (1972年-1974年) ※元アラン・ボウン・セット
- デイヴ・ローソン (Dave Lawson) - キーボード (1972年-1974年) ※元アラン・ボウン・セット

## ディスコグラフィ

### シングル
- "Put Yourself In My Place / That's All I Want" (1966年1月)
- "I Hear Trumpet's Blow / True Love Is Funny That Way" (1966年4月)
- "Here, There & Everywhere / Mighty Morris Ten" (1966年8月) ※ビートルズのカバー。日本でも「いつでもどこでも」の邦題で1966年に日本コロムビアから発売された。型番:LL-997-Y
- "I Will Warm Your Heart/ Incense" (1966年10月) ※シーラ・カーター&エピソード・シックス名義
- "Love, Hate, Revenge / Baby Baby Baby" (1967年1月)
- "Morning Dew / Sunshine Girl" (1967年6月)
- "I Won’t Hurt You / U.F.O." (1967年9月) ※ネオ・マヤ名義
- "I Can See Through You / When I Fall In Love" (1967年10月)
- "Little One / Wide Smiles" (1968年2月) ※ジ・エピソード名義
- "Lucky Sunday / Mr. Universe" (1968年10月)
- "Mozart Vs The Rest / Jak D'Or" (1969年2月)

### アルバム
※全て1987年以後に発表されたコンピレーション・アルバム。現役時代にはアルバム制作はなし。
- Put Yourself in My Place (1987年)
- The Complete Episode Six: The Roots of Deep Purple (1991年)
- 『エピソード・シックス登場!!』 - Episode Six (1991年)
- The Radio 1 Club Sessions, Live 68/69 (1997年)
- Cornflakes and Crazyfoam (2002年)
- Love, Hate, Revenge (2005年)